# Ri Ye-gyong
Ri Ye-gyong (26 de outubro de 1989) é uma futebolista norte-coreana que atua como meia.

## Carreira
Ri Ye-gyong integrou o elenco da Seleção Norte-Coreana de Futebol Feminino, nas Olimpíadas de 2012. 